# Matts Olsson
Pour les articles homonymes, voir Olsson.
Ne doit pas être confondu avec Mats Olsson, handballeur suédois.
Matts Olsson est un skieur alpin suédois, né le 1er décembre 1988 à Karlstad. Il est spécialiste de slalom en géant, remportant sa seule victoire en Coupe du monde durant la saison 2017-2018.

## Carrière
Membre du club Valfjällets SLK, il dispute ses premières courses FIS en 2004, puis fait ses débuts avec l'équipe nationale en 2005 à l'occasion du Festival olympique de la jeunesse européenne, se classant sixième du super G. Il occupe la même position en super G lors des Championnats du monde junior 2006 au Québec.
En 2007, il marque ses premiers points pour la Coupe d'Europe, puis prend part aux Championnats du monde élite à Åre, en Suède (28e et 36e) et enfin aux Championnats du monde de ski alpin juniors à Flachau et Altenmarkt-Zauchensee, où il est médaillé d'argent en descente et de bronze en slalom géant. 
Il fait ses débuts en Coupe du monde au début de la saison 2007-2008 lors du slalom géant de Sölden.
Aux championnats du monde junior 2008 à Formigal, il est vainqueur en combiné et médaillé de bronze en slalom géant. Il devient pour la première fois champion de Suède sur le slalom géant et le super G pour terminer l'hiver. Pour sa deuxième saison complète en Coupe du monde en 2008-2009, il marque finalement ses premiers points à l'occasion du slalom géant de Kranjska Gora (26e). Si en 2010, il se contente d'une victoire en Coupe d'Europe à Oberjoch (slalom géant), il parvient à s'illustrer en Coupe du monde la saison suivante, où il entre dans le top dix pour la première fois à Alta Badia (7e). En février 2014, il signe son meilleur résultat de l'hiver avec une quatrième place au slalom géant de Saint-Moritz.
Aux Championnats du monde 2011, il est médaillé de bronze au slalom parallèle par équipes à Garmisch-Partenkirchen et se classe au mieux 18e du slalom géant en individuel. Aux Championnats du monde 2015, il obtient son meilleur résultat en grand championnat avec une cinquième place sur le slalom géant. Il réussit un autre bon résultat aux Championnats du monde 2017, à Saint-Moritz, prenant la sixième place en slalom géant. Entre-temps, il a subi une rupture des ligaments croisés et n'a pas pu courir lors de la saison 2015-2016.
En janvier 2017, il monte sur son premier podium en Coupe du monde en terminant deuxième à Garmisch-Partenkirchen, à distance du vainqueur Marcel Hirscher (1,5 seconde). Au mois de mars, il est troisième du slalom géant de Kranjska Gora.
Lors de l'hiver 2017-2018, il gagne le slalom géant parallèle à Alta Badia, en battant en finale Henrik Kristoffersen de 3 centièmes de seconde, pour son premier succès et unique en Coupe du monde. Il prend la cinquième place du classement de slalom géant de la Coupe du monde, soit son meilleur placement en carrière. Il réalise une autre bonne saison  en 2018-2019, avec à la clé un podium (3e) au slalom géant de Val d'Isère et la sixième place au classement de cette spécialité.
Il a participé aux Jeux olympiques en 2014, à Sotchi (14e) et 2018, à Pyeongchang (10e), en slalom géant uniquement.
Comme son coéquipier Andre Myhrer, il prend sa retraite à l'issue de la saison 2019-2020.

## Palmarès

### Jeux olympiques
| Édition / Épreuve   | Slalom géant |
| ------------------- | ------------ |
| JO 2014 Sotchi      | 14e          |
| JO 2018 Pyeongchang | 10e          |

### Championnats du monde
| Édition / Épreuve                    | Descente | Super G | Slalom géant | Par équipes |
| ------------------------------------ | -------- | ------- | ------------ | ----------- |
| Mondiaux 2007 Åre                    | 36e      | 28e     | -            | -           |
| Mondiaux 2011 Garmisch-Partenkirchen | -        | 24e     | 18e          | Bronze      |
| Mondiaux 2013 Schladming             | -        | 32e     | 18e          | -           |
| Mondiaux 2015 Vail - Beaver Creek    | -        | -       | 5e           | -           |
| Mondiaux 2017 Saint-Moritz           | -        | -       | 6e           | -           |
| Mondiaux 2019 Åre                    | -        | -       | 16e          | -           |

### Coupe du monde
- Meilleur classement général : 27e en 2018.
- 4 podiums, dont 1 victoire.

#### Détail de la victoire
| Édition / Épreuve | Slalom géant parallèle | Total |
| 2018              | Alta Badia             | 1     |
| Total             | 1                      | 1     |

#### Classements par saison
| Saison / Classement | Général | Général | Descente | Descente | Slalom géant | Slalom géant | Slalom | Slalom | Super G | Super G | Combiné | Combiné | Parallèle                        | Parallèle                        |
| Saison / Classement | Class.  | Points  | Class.   | Points   | Class.       | Points       | Class. | Points | Class.  | Points  | Class.  | Points  | Class.                           | Points                           |
| ------------------- | ------- | ------- | -------- | -------- | ------------ | ------------ | ------ | ------ | ------- | ------- | ------- | ------- | -------------------------------- | -------------------------------- |
| 2009                | 145e    | 5       | -        | -        | 50e          | 5            | -      | -      | -       | -       | -       | -       | Épreuve inexistante à cette date | Épreuve inexistante à cette date |
| 2011                | 63e     | 123     | -        | -        | 13e          | 114          | -      | -      | -       | -       | 42e     | 9       | Épreuve inexistante à cette date | Épreuve inexistante à cette date |
| 2012                | 65e     | 11      | -        | -        | 21e          | 111          | -      | -      | -       | -       | -       | -       | Épreuve inexistante à cette date | Épreuve inexistante à cette date |
| 2013                | 79e     | 69      | -        | -        | 26e          | 69           | -      | -      | -       | -       | -       | -       | Épreuve inexistante à cette date | Épreuve inexistante à cette date |
| 2014                | 47e     | 154     | -        | -        | 13e          | 154          | -      | -      | -       | -       | -       | -       | Épreuve inexistante à cette date | Épreuve inexistante à cette date |
| 2015                | 73e     | 81      | -        | -        | 22e          | 81           | -      | -      | -       | -       | -       | -       | Épreuve inexistante à cette date | Épreuve inexistante à cette date |
| 2017                | 32e     | 264     | -        | -        | 8e           | 264          | -      | -      | -       | -       | -       | -       | Épreuve inexistante à cette date | Épreuve inexistante à cette date |
| 2018                | 27e     | 299     | -        | -        | 5e           | 299          | -      | -      | -       | -       | -       | -       | Épreuve inexistante à cette date | Épreuve inexistante à cette date |
| 2019                | 29e     | 296     | -        | -        | 6e           | 296          | -      | -      | -       | -       | -       | -       | Épreuve inexistante à cette date | Épreuve inexistante à cette date |
| 2020                | 79e     | 81      | -        | -        | 21e          | 80           | -      | -      | -       | -       | -       | -       | 42e                              | 1                                |

### Championnats du monde junior
| Édition / Épreuve        | Descente | Slalom | Slalom géant | Super G | Combiné |
| ------------------------ | -------- | ------ | ------------ | ------- | ------- |
| Mondiaux 2006 Québec     | 23e      | 6e     | 23e          | DNF     | -       |
| Mondiaux 2007 Altenmarkt | Argent   | 5e     | Bronze       | DNF     | -       |
| Mondiaux 2008 Formigal   | 4e       | DNF    | Bronze       | 10e     | Or      |

### Coupe d'Europe
- 4e du classement du slalom géant en 2010.
- 4 podiums, dont 3 victoires (en slalom géant).

### Championnats de Suède
- Champion sur super G en 2008.
- Champion sur slalom géant en 2008, 2009, 2010, 2012 et 2015.